# エフゲニー・ブシュマノフ
エフゲニー・アレクサーンドロヴィチ・ブシュマノフ（Евгений Александрович Бушманов、1971年11月2日 - ）は、現ロシア・チュメニ州、チュメニ出身の元サッカー選手、サッカー指導者。現役時代のポジションはDF/MF。

## 来歴

### クラブ
1971年、現ロシア・チュメニ州の州都チュメニで生まれ、後にヤロスラヴリに引越す。サッカーを始めたのは8歳の時であった。1982年、FCシンニク・ヤロスラヴリのスポーツ・スクールに入団。はめはミッドフィールダーとしてプレーをしていたが、コーチの意向により途中からディフェンダーのポジションを就くようになった。その後トップチームへ上がり、1988年4月16日のFCゾリャ・ヴォロシロフグラード戦でサッカー選手としてのキャリアを始めた。1988年にはFCスパルタク・モスクワを率いていたコンスタンチン・ベスコフからオファーがあったが、先発で出場する事は出来ないだろうと考え断りを入れた。1989年、スパルタク・モスクワの監督がベスコフからオレグ・ロマンツェフに代わり再びオファーを受けた。ブシュマノフはこの時も、以前断った時と同じ様に先発ではプレーする事は出来ないだろうと考えたが、最終的に移籍に合意した。元々はスパルタクのファンであり、スパルタクのユニフォームを着てプレーする夢を見ていた青年であった。スパルタクでは1989年のUEFAユース選手権(ノルウェー戦)で靭帯を断裂する怪我を負っていた事もあり、シーズン中は3試合の出場に留まった。1991年は怪我から回復をして途中出場などした。8月頃には先発でプレーし始め、7試合に出場したが、その矢先に足を骨折をしてシーズンを棒に振った。シーズン終了後にはスパルタク・モスクワにアンドレイ・チェルニショフやラシード・ラヒモフらが新たに加わって窮地に追いやられ、スパルタクでの居場所を失った。1992年1月、PFC CSKAモスクワを率いるパヴェル・サディリンからのオファーがあり、この時にロマンツェフから引き止められたが、ブシュマノフは契約にサインして6ヵ月後にスパルタク・モスクワを去った。
CSKA移籍後、パヴェル・サディリンはクラブを去り、ゲンナジー・コスティレフがクラブの指揮を執る(1992)。秋頃になると怪我が癒え通常通りプレーできるようになった。1992年11月4日、UEFAチャンピオンズリーグのFCバルセロナ戦(2-3)ではイリシャート・ファイズリンからスルーパスをペナルティエリアの前で受け右足でシュートを放ち(2-1)を決めた。その後、チームメイトが2点を取り逆転勝ちを果たした。CSKAでは数年で監督が代わったが5シーズンに渡りレギュラーとして出場した。キャリア後半はFCトルペド・モスクワ(1997-1998)、FCスパルタク・モスクワ(1998-2000)に所属し、2001年クリリヤ・ソヴェトフ・サマーラに移籍。2003年にクリリヤにて現役引退をした。

### 代表
1991年9月24日、オリンピックのソビエト代表としてハンガリー戦の出場経験がある。1996年2月9日、アイスランド代表との試合でロシア代表デビューを飾った。嘗てスパルタク・モスクワの監督を務めていたオレグ・ロマンツェフが率いるUEFA EURO '96ではロシア代表メンバーに選出されたものの、試合に出場する事はなかった。1996年11月10日に行われたルクセンブルク戦を最後に代表からは遠ざかっていたが、2000年6月4日、モルドバ代表との試合で約3年半ぶりに招集され出場。この試合がロシア代表での最後の試合であった。

## 引退後
現役引退後はFCシンニク・ヤロスラヴリのリザーブ(2004)、FCサトゥルン・ラメンスコーエのリザーブ(2004-2005)でコーチを務めた。2008年はFCロコモティフ・モスクワ、2009年にはFCヒムキでアシスタントコーチとして働いた。2010年、FCヒムキと1年契約で合意し監督として初めて指揮を執り指導者としての道を歩み始めた。2010年11月30日、ヒムキが契約延長を求めなかったためクラブを去った。

## 人物
- 1996年時点でのインタビューでは、スパルタク・モスクワでの結末は自身にとって最悪であったと認めたが、全体として感謝の気持ちでいっぱいであり、スパルタクはとても良いスクールであったと語っている。
- スパルタクのレジェンドであるフョードル・チェレンコフとは一緒にプレーし、自身のキャリアで最も優れている人物だと語った。

## 所属クラブ
- FCシンニク・ヤロスラヴリ 1988-1989
- / FCスパルタク・モスクワ 1989-1992
- PFC CSKAモスクワ 1992-1996
- FCトルペド・モスクワ1997-1998
- FCスパルタク・モスクワ1998-2000
- クリリヤ・ソヴェトフ・サマーラ 2001-2003

## タイトル

### クラブ
- FCスパルタク・モスクワ
  - ロシア・プレミアリーグ：1 (1998, 1999, 2000)

### 個人
- ロシアリーグ・ベストプレイヤー33: № 2 (1995, 1996, 1997, 1998)